# 普锐特冶金技术
普锐特冶金技术有限公司（Primetals Technologies Ltd.）总部位于英国伦敦，是从事冶金设备设计和制造的世界三巨头公司之一。2015年由西门子奥钢联金属技术有限公司（Siemens VAI Metals Technologies）和三菱日立金属机械公司（Mitsubishi Hitachi Metals Machinery）合并成立，现为日本三菱重工業的全資子公司，在全球拥有约7,000名員工，业务范围涵盖整个钢铁生产工艺流程。